# Maurilia phaea
Maurilia phaea är en fjärilsart som beskrevs av George Francis Hampson 1905. Maurilia phaea ingår i släktet Maurilia och familjen trågspinnare. Inga underarter finns listade i Catalogue of Life.